# Giáo phận vương quyền Worms
Giáo phận vương quyền Worms (tiếng Đức: Fürstbistum Worms) là một Thân vương quốc giáo hội của Đế chế La Mã Thần thánh. Lãnh thổ của nó nằm trên cả hai bờ sông Rhein xung quanh Worms, ngay phía Bắc nơi hợp nhất của con sông đó với Neckar, nó phần lớn được bao quanh bởi Tuyển hầu xứ Pfalz. Worms từng là trụ sở của một giám mục từ thời La Mã. Từ thời Trung cổ trở đi, quyền tài phán thế tục của các Giám mục vương quyền không còn bao gồm thành phố Worms, vốn đã trở thành Thành bang đế chế của Đế quốc (Worms (thành phố)|Thành bang đế chế tự do Worms) và chính thức theo Tin Lành trong thời kỳ Cải cách. Tuy nhiên, các Giám mục vương quyền vẫn giữ quyền tài phán đối với Nhà thờ Worms bên trong thành phố.
Năm 1795, chính Worms, cũng như toàn bộ lãnh thổ của Giám mục vương quyền ở tả ngạn sông Rhein, đã bị Pháp chiếm đóng và sáp nhập. Sau các cuộc tái tổ chức lãnh thổ đi kèm với sự hòa giải Đức năm 1802, lãnh thổ còn lại của tòa giám mục, cùng với lãnh thổ của gần như tất cả các Thân vương quốc giáo hội khác, đã bị thế tục hóa. Trong trường hợp này, nó đã bị Bá quốc Hessen-Darmstadt sáp nhập.